# Viguiera emaciata
Viguiera emaciata là một loài thực vật có hoa trong họ Cúc. Loài này được (H. Rob. & A.J.Moore) D.J.N. Hind & Magenta mô tả khoa học đầu tiên năm 2008.